# Глинково (Тверська область)
Глинково (рос. Глинково) — присілок в Калінінському районі Тверської області Російської Федерації.
Населення становить 76 осіб. Входить до складу муніципального утворення Нікулинське сільське поселення.

## Історія
Від 2005 року входить до складу муніципального утворення Нікулинське сільське поселення.

## Населення
| 2010 |
| ---- |
| 76   |